# Alexander Dyce
Pour les articles homonymes, voir Dyce.
Œuvres principales
- The Plays of William Shakespeare (1857)

Alexander Dyce, né le 30 juin 1798 à Édimbourg et mort le 15 mai 1869 à Londres, est un écrivain anglais.

## Biographie
Alexander Dyce est né le 30 juin 1798 à George Street à Édimbourg. Il est l'aîné des six enfants d'Alexander Dyce (1758-1835) et de son épouse Frederica Meredith Mary (1778-1859).